# Nati nel 1430
| Questa pagina contiene informazioni ricavate automaticamente dalle voci biografiche con l'ausilio del template Bio e di un bot. L'aggiornamento è periodico e automatico e ricostruisce completamente la pagina. Se manca una persona in questa lista, sei pregato di non aggiungerla, ma accertati piuttosto che la sua voce biografica contenga il template Bio e che i dati anagrafici siano correttamente compilati. Se il template Bio manca, inseriscilo tu stesso o, in alternativa, metti l'avviso {{tmp\|Bio}} che ne segnala la mancanza. Se i dati riportati sono sbagliati, correggi direttamente la voce biografica; le modifiche saranno visibili in questa lista entro pochi giorni. Per chiarimenti vedi il progetto biografie. La lista contiene solo le 61 persone che sono citate nell'enciclopedia e per le quali è stato implementato correttamente il template Bio. Pagina aggiornata al 10 ago 2025. |

## Marzo(2)
- 10 marzo - Oliviero Carafa, cardinale, condottiero e giurista italiano († 1511)
- 23 marzo - Margherita d'Angiò, nobile († 1482)

## Maggio(4)
- 1º maggio - Ludovico Carbone, poeta, oratore e traduttore italiano († 1485)
- 15 maggio - Pierfrancesco de' Medici il Vecchio, banchiere italiano († 1476)
- 17 maggio - Bartolommeo Scala, storico, letterato e politico italiano († 1497)
- 18 maggio - Violante da Montefeltro, nobile italiana († 1493)

## Giugno(2)
- 13 giugno - Beatrice d'Aviz, principessa portoghese († 1506)
- 27 giugno - Henry Holland, III duca di Exeter, nobile inglese († 1475)

## Ottobre(1)
- 16 ottobre - Giacomo II di Scozia, re († 1460)

## Senza giorno specificato(52)
- Lucrezia d'Alagno, nobile italiana († 1479)
- John Alcock, vescovo cattolico inglese († 1500)
- Pierre Du Bois, storico italiano († 1480)
- Domenico Bonsi, giurista italiano († 1501)
- Ferdinando II di Braganza, duca († 1483)
- Dorotea di Brandeburgo-Kulmbach, regina († 1495)
- Gabriele Bucci, religioso italiano († 1497)
- Antoine Busnois, compositore e poeta francese († 1492)
- Stefano V Báthory, nobile e militare ungherese († 1493)
- Elisio Calenzio, umanista e poeta italiano († 1503)
- Alessandro Carafa, arcivescovo cattolico italiano († 1503)
- Carlo I d'Amboise, nobile francese († 1481)
- Ferry de Clugny, cardinale e vescovo cattolico francese († 1483)
- Jean Colombe, pittore francese († 1505)
- Michel Colombe, scultore francese († 1513)
- Fortunato Coppoli, religioso e giurista italiano († 1477)
- William Cornysh, compositore inglese († 1502)
- Piero Del Pugliese, politico e mecenate italiano († 1498)
- Hans Dorn, artigiano austriaco († 1509)
- Martino Filetico, umanista, grecista e letterato italiano († 1490)
- Anselmo Folengo, giurista italiano († 1497)
- Paolo Fregoso, cardinale e arcivescovo cattolico italiano († 1498)
- Pierre Garcie-Ferrande, marinaio e cartografo francese († 1520)
- Giovanni da San Facondo, presbitero spagnolo († 1479)
- Hosokawa Katsumoto, militare giapponese († 1473)
- Heinrich Kramer, religioso tedesco († 1505)
- Giovanni Andrea Lampugnani, nobile italiano († 1476)
- Cristoforo Lanfranchini, diplomatico e politico italiano († 1504)
- Francesco Laurana, scultore, architetto e medaglista italiano († 1502)
- Maestro dell'Annunciazione Ludlow, pittore italiano
- Girolamo Manfredi, filosofo, medico e astrologo italiano († 1493)
- Giorgio Merula, filologo, storico e umanista italiano († 1494)
- Konstantin Mihailović, militare serbo
- Francesco Nori, banchiere italiano († 1478)
- Gerardo VI di Oldenburg, conte tedesco († 1500)
- Pietro di Niccolò da Orvieto, pittore italiano († 1484)
- Bernardino Otranto, monaco cristiano italiano († 1520)
- Andrea Pannonio, incisore ungherese († 1471)
- Simone Papa il Vecchio, pittore italiano († 1488)
- Bernardo Scammacca, religioso italiano († 1487)
- Sittişah Hatun, principessa ottomana († 1486)
- Niccolò di Forzore Spinelli, medaglista italiano († 1514)
- Edmondo Tudor, nobile britannico († 1456)
- Jakob Unrest, storico austriaco († 1500)
- Bernard Walther, mercante, umanista e astronomo tedesco († 1504)
- Ahmad al-Wansharisi, teologo e giurista algerino († 1508)
- Andrés de Cabrera, nobile, politico e militare spagnolo († 1511)
- Isabel de Villena, badessa e scrittrice spagnola († 1490)
- Giovanni di Braganza, nobile portoghese († 1484)
- Amedeo di Francesco da Settignano, architetto, ingegnere e scultore italiano († 1501)
- Simone di Pontremoli, banchiere italiano († 1496)
- Johann Freitag von Loringhoven († 1494)